# ハンバントタ港

ハンバントタ港の位置。スリランカ南海岸の、インド洋のシーレーン上に位置している。

ハンバントタ港（ハンバントタこう、英語: Port of Hambantota）またはマガンプラ・マヒンダ・ラージャパクサ港 (Magampura Mahinda Rajapaksa Port)は、スリランカ南部ハンバントタ県、ハンバントタにある港湾。

## 概要
スリランカ西部のコロンボ港、東部のトリンコマリー港に並ぶ第三の国際港湾として、2008年から建設が進められた。建設は、数期にわたる大規模な構想があり、第一期工事分は中華人民共和国が建設費用の85%を借款でバックアップする下、中国の国有企業、中国港湾工程公司が担当して建設が行われた。2010年に一期工事が、2015年に二期工事が完成し、乗客用ターミナル、貨物取扱所、倉庫、燃料積込地などが整備された。
中華人民共和国にとっては、インド洋におけるシーレーン、一帯一路の「真珠の首飾り戦略」で重要な位置を占める港湾であり、2014年には中国人民解放軍海軍の宋級潜水艦など、複数の中国艦船の寄港が行われている。
コロンボ港と比べ、都市から港までのアクセス道路などの整備は遅れており、ハンバントタ港の稼働率は低迷していた。2017年の年間寄港船数は251隻であった。スリランカ政府の資金難もあり、国際債務返済に向け外貨を獲得するためコンセッション方式を導入し、2017年12月に、株式の70％を11億2,000万ドルで中国招商局港口控股有限公司に99年間リースした。これについて、借金帳消しの引き換えと報じるメディアもあるが、そのような事実はない。また、インドの警戒感への配慮から、中国人民解放軍による軍事利用は認めないことが通知されている。
その後、ハンバントタ港はRO-RO船の積み替えを主に運用されている。